# Lista över mineral
Lista över mineral.

## A
| Mineral Sammansättning                                             | Engelska Tyska Franska                            | Färg Streck                                                                                         | Glans                     | Hårdhet Densitet Brott                             | Kristallsystem Spaltning                                |
| ------------------------------------------------------------------ | ------------------------------------------------- | --------------------------------------------------------------------------------------------------- | ------------------------- | -------------------------------------------------- | ------------------------------------------------------- |
| Adamit Zn2AsO4OH                                                   | Adamite Adamin Adamite                            | • Gul, grön, (vit) • —                                                                              | Glas- till diamantglans   | • 3½ • 4,4 • Mussligt, ojämnt                      | • Ortorombiskt •2                                       |
| Adular K(AlSi3O8)                                                  | Adularia Adular Adulaire                          | • Vit, ofärgad, även svagt gulaktig eller grönaktig • —                                             | Glasglans                 | • 6 • — • Mussligt, ojämnt till splittrigt, sprött | Monokliniskt • —                                        |
| Aktinolit Ca2(MgFe)5Si8O22(OH)2                                    | Actinolite Aktinolith Actinote                    | • Blek till grön • Vitt                                                                             | Glasig                    | • 5,5-6 • 3,2 • Ojämnt, mussligt                   | • Monokliniskt • 2, god                                 |
| Albit NaAlSi3O8                                                    | Albite Albit Albite                               | • Färglös, vit, grå, gul, röd, grön, blå •Vitt                                                      | Glasglans                 | • 6-6½ • 2,6–2,7 • Mussligt, ojämnt                | • Triklint • god                                        |
| Alforsit Ba5Cl(PO4)3                                               | Alforsite Alforsit Alforsite                      | • Färglös • —                                                                                       | Glasig                    | • 5 • 3,2 • Mussligt, sprött                       | • Hexagonalt, dipyramidalt • 4,73                       |
| Almandin Fe3Al2(SiO4)3                                             | Almandine Almandin                                | • Mörkröd, brun, ibland svart • Vitt                                                                | Glas- till fettglans      | • 7½ • 3,95–4,32 • Mussligt, splittrigt, sprött    | • Kubiskt • Ingen                                       |
| Altait PbTe                                                        | Altaite Altait Altaite                            | • Vit till gulaktigt vit med inslag av bronsgult • Svart                                            | Metallisk                 | • 2½-3 • 8,2-8,3 • Ojämnt                          | • Isometriskt • Perfekt i tre dimensioner; bildar kuber |
| Alunit KAl3(SO4)2(OH)6                                             | Alunite Alunit Alunite                            | • Vit, grå, gulaktig till rödaktig • Vitt                                                           | Glas- till pärlemorglans  | • 3½-4 • 2,6-2,9 • Mussligt                        | • Trigonalt • Fullkomlig                                |
| Amblygonit (Li,Na)AlPO4(F,OH)                                      | Amblygonite Amblygonit Amblygonite                | • Vanligen vit eller gräddfärgad, kan vara färglös, blekgul, grön, beige, grå eller rosabrun • Vitt | Glas- till pärlemorglans  | • 5½-6 • 2,98-3,11 • Ojämnt, oregelbundet          | • Triklint • [100] perfekt, [110] god, [001] tydlig     |
| Amfibol                                                            | Amphibole Amphibol Amphibole                      | (Mineralgrupp)                                                                                      | (Mineralgrupp)            | (Mineralgrupp)                                     | (Mineralgrupp)                                          |
| Analcim NaAlSi2O6·H2O                                              | Analcite Analcim Analcime                         | • Vit/grå till färglös • Vitt                                                                       | Glasig                    | • 5–5½ • 2,27 • Ojämnt                             | • Isometriskt • Saknas                                  |
| Anatas TiO2                                                        | Anatase Anatas Anatase                            | • Svartgrå, brun, rödbrun, blå, mer sällan färglös • Vitt                                           | Metall- till diamantglans | • 5½–6 • 3,9 • Mussligt                            | • Tetragonalt • Perfekt                                 |
| Andalusit Al2SiO5                                                  | Andalusite Andalusit Andalusite                   | • Brunt, grönt, rosa, lila, rött • Vitt                                                             | Matt glasglans            | • 6½–7½ • 3,13–3,17 • Sprött, splittrigt, ojämnt   | • Ortorombiskt • 3                                      |
| Anglesit PbSO4                                                     | Anglesite Anglesit Anglésite                      | • Färglös, vit, gulaktig, grå, grönaktig •Vitt                                                      | Diamantglans, fettglans   | • 2½–3 • 6,4 • Mussligt                            | • Ortorombiskt • God                                    |
| Anhydrit CaSO4                                                     | Anhydrite Anhydrit Anhydrite                      | • Färglös, vit, mer sällan rödaktig, violett, blåaktig, brun • Vit                                  | Glasglans, pärlemorglans  | • 3–3½ • 2,8–3,0 • Splittrigt till ojämnt          | • Ortorombiskt • God                                    |
| Ankerit Ca2(Mg,Mn,Fe)(CO3)2                                        | Ankerite Ankerit Ankérite                         | • Grå, gråbrun, brun, gulaktigt vit • Vitt                                                          | Glasig                    | • 3½–4 • 2,9–3,1 • Ojämn                           | • Rombiskt, trigonalt • Fullständig                     |
| Anortit CaAl2Si2O8                                                 | Anorthite Anorthit Anorthite                      | • Vit, grå, ibland grön, röd • Vitt                                                                 | Glasig, genomskinlig      | • 6–6½ • 2,8 • Ojämnt till mussligt                | • Trikliniskt • Perfekt, god, dåligt                    |
| Anortoklas KAlSi3O8                                                | Anorthoclase Anorthoklas Anorthoclase             | • Färglös • —                                                                                       | —                         | —                                                  | • Triklinskt • —                                        |
| Antofyllit (Mg, Fe)7Si8O22(OH)2                                    | Anthophyllite Anthophyllit Anthophyllite          | • Grå till grön, brun och beige • Vitt                                                              | Glasglans till matt       | 5½–6 • 3,4 • Ojämnt till mussligt                  | • Ortorombiskt • God                                    |
| Antimonglans                                                       | Se Spetsglans (S)                                 | Se Spetsglans (S)                                                                                   | Se Spetsglans (S)         | Se Spetsglans (S)                                  | Se Spetsglans (S)                                       |
| Apatit Ca5(PO4)3(F,Cl,OH)                                          | Apatite Apatit Apatite                            | • Färglös, grön eller vit • Vitt                                                                    | Glasglans, fettglans      | •5 • 3,2 • Mussligt, sprött                        | • Hexagonalt • Ofullständig                             |
| Arfvedsonit Na3Fe2+4Fe3+Si8O22(OH)2                                | Arfvedsonite Arfvedsonit Arfvedsonite             | Grönaktigt svart, djupblå eller svart • Blåaktigt grått                                             | Glasglans                 | • 5½–6 • 3,1–3,5 • —                               | • Monoklint • [110] Fullkomlig                          |
| Argentit Ag2S                                                      | Argentite Silverglanz Acanthite                   | Se Silverglans (S)                                                                                  | Se Silverglans (S)        | Se Silverglans (S)                                 | Se Silverglans (S)                                      |
| Armalcolit (Mg,Fe++)Ti2O5                                          | Armalcolite Armacolit —                           | • Grå • —                                                                                           | • —                       | • 6 • 4 • —                                        | • Ortorombiskt • —                                      |
| Arsenikkis AsFeS                                                   | Arsenopyrite Arsenopyrit Arsenopyrite (Mispickel) | • Stålgrå till silvervit • Svart                                                                    | Metallglans               | • 5½–6 • 5,9–6,2 • Ojämnt                          | • Monoklint • [110] Tydligt [001] Otydligt              |
| Arsenopyrit                                                        | Se Arsenikkis (A)                                 | Se Arsenikkis (A)                                                                                   | Se Arsenikkis (A)         | Se Arsenikkis (A)                                  | Se Arsenikkis (A)                                       |
| Astrofyllit (K,Na)3(Fe++, Mn)7Ti2Si8O24(O,OH)7                     | Astrophyllite —                                   | • Gyllen brun till gul, sällan grönaktig •Gulaktigt brunt eller vitt                                | Metallglans               | • 3–4 • 3,2–3,4 • Ojämnt                           | • Trikliniskt • Perfekt                                 |
| Augit (Ca, Na)(Mg, Fe, Al)(Al, Si)2O6                              | Augite Augit Augite                               | • Mörkgrön, brun, svart • grågrönt                                                                  | • Glasglans till matt     | • 5–6,5 • 3,19–3,56 • mussligt till ojämnt, sprött | • Monoklint • [110] fullkomlig                          |
| Aurikalcit (Zn, Cu)5(CO3)2(OH)6                                    | Aurichalcite Aurichalcit Aurichalcite             | • Blekt grön, gröngblått, himmelsblå • blekt blågrönt                                               | • Pärlglans               | • 1–2 • — • Ojämnt                                 | • Monoklint • Perfekt                                   |
| Auricuprid Cu3Au                                                   | Auricupride Auricuprid Auricupride                | • Rosa-violett • gult                                                                               | • —                       | • 2–3 • 11,5 • —                                   | • Ortorombiskt • Saknas                                 |
| Autunit Ca(UO2)2(PO4)2·10 12H2O                                    | Autunite Autunit Autunite                         | • gulgrön, fluorescent • gult                                                                       | • Glasglans till matt     | • 1–1,5 • 3,1 • Ojämnt                             | • Tetragonalt • Fullkomlig                              |
| Axinit (Ca, Fe, Mn)3Al2BO3Si4O12OH eller Ca2(Fe, Mn)Al2BSi4O15(OH) | Axinite Axinit Axinite                            | • gul, gul-orange, blekblå, grå, lilabrun, svart • Vitt                                             | • Glasig                  | • 6½–7 • 3,26–3,41 • Snäckformat                   | • Triklint • God                                        |
| Azurit Cu3(CO3)2(OH)2                                              | Azurite Azurit Azurite                            | • Djupblå • Blekt blått                                                                             | • Glas- till fettglans    | • 3½–4 • 3,8 • Mussligt                            | • Monoklint • God till fullkomlig                       |

Icke-mineralAgat, alabaster, alexandrit, alun, amazonit, amosit, akvamarin, argonit, asbest, aventurin

## B
| Baddeleyit          | Baddeleyite                     |                                                                 |                           |                                             |                                                      |                          |                          |                          |                          |
| Baryt               | Barite Baryt Barytine           | • Färglös; blå, gul, grå, brun • Vitt                           | • Glasglans pärlemorglans | • 3–3½ • 4,5 • Ojämnt, mussligt             | • Ortorombiska • tydlig efter (001), god efter (210) |                          |                          |                          |                          |
| Bastnäsit           | Bastnäsite Bastnäsit Bastnäsite | • Vaxartad honungsgul; tegelröd, rödbrun, mörkbrun • Vitt       | • Glasglans fettglans     | • 4–4½ • 4,9–5,2 • Ojämnt, sprött           | • Hexagonala • Otydlig efter (1010)                  |                          |                          |                          |                          |
| Benitoit            | Benitoite Bénitoite             |                                                                 |                           |                                             |                                                      |                          |                          |                          |                          |
| Bertrandit          | Bertrandite                     |                                                                 |                           |                                             |                                                      |                          |                          |                          |                          |
| Beryll Be3Al2Si6O18 | Beryl Beryll Béryl              | • Varierar; ofta blå, grön, gul, rosa, röd, vit, färglös • Vitt | • Glasglans               | • 7½–8 • 2,6–2,9 • Mussligt, ojämnt, sprött | • Hexagonalt • Ofullkomligt                          |                          |                          |                          |                          |
| Biotit              | Biotite                         |                                                                 |                           |                                             |                                                      |                          |                          |                          |                          |
| Bismutinit          | Bismuthinite                    |                                                                 |                           |                                             |                                                      |                          |                          |                          |                          |
| Bixbyit             | Bixbyite                        |                                                                 |                           |                                             |                                                      |                          |                          |                          |                          |
| Blödit              | Blödite                         |                                                                 |                           |                                             |                                                      |                          |                          |                          |                          |
| Blodsten            | Hematite Hématite               |                                                                 |                           |                                             |                                                      |                          |                          |                          |                          |
| Blossit             | Blossite                        |                                                                 |                           |                                             |                                                      |                          |                          |                          |                          |
| Blyglans            | Galena                          |                                                                 |                           |                                             |                                                      |                          |                          |                          |                          |
| Boracit             | Boracite                        |                                                                 |                           |                                             |                                                      |                          |                          |                          |                          |
| Borax               | Borax                           |                                                                 |                           |                                             |                                                      |                          |                          |                          |                          |
| Bornit              | Se brokig kopparmalm (B)        | Se brokig kopparmalm (B)                                        | Se brokig kopparmalm (B)  | Se brokig kopparmalm (B)                    | Se brokig kopparmalm (B)                             | Se brokig kopparmalm (B) | Se brokig kopparmalm (B) | Se brokig kopparmalm (B) | Se brokig kopparmalm (B) |
| Brokig kopparmalm   | Bornite                         |                                                                 |                           |                                             |                                                      |                          |                          |                          |                          |
| Brazilianit         | Brazilianite                    |                                                                 |                           |                                             |                                                      |                          |                          |                          |                          |
| Briartit            | Briartite                       |                                                                 |                           |                                             |                                                      |                          |                          |                          |                          |
| Brookit             | Brookite                        |                                                                 |                           |                                             |                                                      |                          |                          |                          |                          |
| Brucit              | Brucite                         |                                                                 |                           |                                             |                                                      |                          |                          |                          |                          |
| Bytownit            | Bytownite                       |                                                                 |                           |                                             |                                                      |                          |                          |                          |                          |

## C
| Svenskt namn               | Engelskt namn |
| -------------------------- | ------------- |
| Calaverit                  | Calaverit     |
| Caledonit                  | Caledonite    |
| Canfieldit                 | Canfieldite   |
| Carnallit                  | Carnallite    |
| Carnotit                   | Carnotite     |
| Celestin                   | Celestine     |
| Cinnober                   | Cinnabar      |
| Clintonit                  | Clintonite    |
| Coltan (Columbit-Tantalit) | Coltan        |

## D
| Svenskt namn | Engelskt namn     |
| ------------ | ----------------- |
| Datolit      | Datolite          |
| Davidit      | ?                 |
| Dawsonit     | Dawsonite         |
| Dickit       | Dickite           |
| Diamant      | Diamond           |
| Diaspor      | Diaspore/Boehmite |
| Diosid (?)   | Dioside           |
| Dioptas      | Dioptase          |
| Dolomit      | Dolomite          |

## E
| Svenskt namn          | Engelskt namn |
| --------------------- | ------------- |
| Epidot (mineralgrupp) | Epidote       |

## F
| Svenskt namn            | Engelskt namn   |
| ----------------------- | --------------- |
| Fluorit                 | Se flusspat (F) |
| Flusspat                | Fluorite        |
| Fältspat (mineralgrupp) | Feldspar        |

## G
| Svenskt namn                                  | Engelskt namn |
| --------------------------------------------- | ------------- |
| Gadolinit                                     | Gadolinite    |
| Galenit Blyglans                              | Galena        |
| Gips                                          | Gypsum        |
| Glimmer (mineralgrupp) se muskovit och biotit | Mica          |
| Goethit                                       | Goethite      |
| Goslarit Zinkvitriol                          | Goslarite     |
| Grafit                                        | Graphite      |
| Granater (mineralgrupp)                       | Garnet        |
| Guld                                          | Gold          |

## H
| Svenskt namn              | Engelskt namn |
| ------------------------- | ------------- |
| Halit Stensalt (se Halit) | Halite        |
| Hematit Blodsten          | Hematite      |
| Hornblände (mineralgrupp) | Hornblende    |

## I
| Svenskt namn | Engelskt namn |
| ------------ | ------------- |
| Ilmenit      | Ilmenite      |

## J
| Svenskt namn | Engelskt namn |
| ------------ | ------------- |
| Järn         | Iron          |

## K
| Svenskt namn            | Engelskt namn |
| ----------------------- | ------------- |
| Kalcit                  | Calcite       |
| Kalkspat                | Calcite       |
| Kalkuranglimmer Autunit | Autunite      |
| Kaolinit (mineralgrupp) | Kaolinite     |
| Klorit (mineralgrupp)   | Chlorite      |
| Koppar                  | Copper        |
| Kopparkis Kalkopyriten  | Chalcopyrite  |
| Kopparlasur             | Se Azurit (A) |
| Korund                  | Corundum      |
| Kromit                  | Chromite      |
| Kvarts                  | Quartz        |
| Kyanit                  | Kyanite       |

## L
| Svenskt namn | Engelskt namn |
| ------------ | ------------- |
| Labradorit   | Labradorite   |
| Lapis lazuli | Lapis lazuli  |
| Laumontit    | Laumontite    |
| Lazurit      | Lazurite      |
| Limonit      | Limonite      |
| Löllingit    | Lollingite    |

## M
| Svenska   | Engelska Tyska Franska       |
| --------- | ---------------------------- |
| Malakit   | Malachite                    |
| Markasit  | Marcasite Markasit Marcasite |
| Mikroklin | Microcline                   |
| Magnetkis | Pyrrhotite                   |
| Magnetit  | Magnetite                    |
| Monazit   | Monazite Monazit Monazite    |
| Muskovit  | Mica                         |

## N
| Svenskt namn | Engelskt namn |
| ------------ | ------------- |
| Nacrit       | Nacrite       |
| Natrolit     | Natrolite     |
| Nefrit       | Nefrite       |

## O
| Svenskt namn          | Engelskt namn |
| --------------------- | ------------- |
| Olivin (mineralgrupp) | Olivine       |
| Opal                  | Opal          |

## P
| Svenskt namn           | Engelskt namn |
| ---------------------- | ------------- |
| Pyrit                  | Pyrite        |
| Pechblände Uraninit    | Uraninite     |
| Pyroxen (mineralgrupp) | Pyroxene      |

## Q
| Mineral Sammansättning           | Engelska Tyska Franska | Färg Streck      | Glans | Hårdhet Densitet Brott | Kristallsystem Spaltning |
| -------------------------------- | ---------------------- | ---------------- | ----- | ---------------------- | ------------------------ |
| Quenstedtit Fe23+(SO4)3 · 10 H2O | Quenstedtite —         | • Blåviolett • — | • —   | • 2½ • —               | • Triklint • Fullkomlig  |

## R
| Svenskt namn | Engelskt namn  |
| ------------ | -------------- |
| Rauschrot    | ?              |
| Realgar      | Realgar        |
| Rodokrosit   | Rhodochrosite  |
| Rodonit      | Rhodonite      |
| Rodolit      | Rodolite       |
| Rosenkvarts  | Rose quartz    |
| Rubelit      | Rubelite       |
| Rubin        | Ruby           |
| Rutil        | Rutile         |
| Rökkvarts    | Smoky quartz   |
| Röktopas     | (se rökkvarts) |

## S
| Serpentin (mineralgrupp) | Serpentine        |                   |                   |                   |                   |                   |                   |                   |                   |
| Silver                   | Silver            |                   |                   |                   |                   |                   |                   |                   |                   |
| Smithsonit               | Se Zinkspat (Z)   |                   |                   |                   |                   |                   |                   |                   |                   |
| Soddyit                  | Soddyite          |                   |                   |                   |                   |                   |                   |                   |                   |
| Spetsglans               | Stibnite          |                   |                   |                   |                   |                   |                   |                   |                   |
| Spinell                  | Spinel            |                   |                   |                   |                   |                   |                   |                   |                   |
| Stensalt Halit           | Halite            |                   |                   |                   |                   |                   |                   |                   |                   |
| Stibnit                  | Se Spetsglans (S) | Se Spetsglans (S) | Se Spetsglans (S) | Se Spetsglans (S) | Se Spetsglans (S) | Se Spetsglans (S) | Se Spetsglans (S) | Se Spetsglans (S) | Se Spetsglans (S) |
| Sillimanit               | Sillimanite       |                   |                   |                   |                   |                   |                   |                   |                   |
| Staurolit                | Staurolite        |                   |                   |                   |                   |                   |                   |                   |                   |
| Svavel                   | Sulfur            |                   |                   |                   |                   |                   |                   |                   |                   |

## T
| Mineral Sammansättning       | Engelska Tyska Franska     | Färg Streck                   | Glans                  | Hårdhet Densitet Brott        | Kristallsystem Spaltning      |
| ---------------------------- | -------------------------- | ----------------------------- | ---------------------- | ----------------------------- | ----------------------------- |
| Talk                         | Talc                       |                               |                        |                               |                               |
| Titanit                      | Titanite                   |                               |                        |                               |                               |
| Turkos CuAl6(PO4)4(OH)8·5H2O | Turquoise Türkis Turquoise | • Grön till blå • Blått, vitt | • Glasig till vaxartad | • 5–6 • 2,6–2,9 • Snäckformat | • Triklint • God till perfekt |
| Tobernit                     | ?                          |                               |                        |                               |                               |
| Topas                        | Topaz                      |                               |                        |                               |                               |
| Turmalin (mineralgrupp)      | Tourmaline                 |                               |                        |                               |                               |

## U
| Svenskt namn        | Engelskt namn |
| ------------------- | ------------- |
| Ulexit              | Ulexite       |
| Uraninit Pechblände | Uraninite     |
| Uranofan            | ?             |

## V
| Svenskt namn | Engelskt namn |
| ------------ | ------------- |
| Vanadinit    | Vanadinite    |
| Verdelit     | Verdelite     |
| Vermikulit   | Vermiculite   |
| Violan       | ?             |
| Vismutglans  | Bismuthinite  |
| Vulkanit     | ?             |

## W
| Svenskt namn | Engelskt namn |
| ------------ | ------------- |
| Wolframit    | Wolframite    |
| Wollastonit  | Wollastonite  |
| Wulfenit     | Wulfenite     |

## X
| Svenskt namn | Engelskt namn |
| ------------ | ------------- |
| Xenotim      | Xenotime      |

## Y
| Svenskt namn | Engelskt namn |
| ------------ | ------------- |
| Yttrotanalit | ?             |
| Yttrialit    | Yttrialite    |

## Z
| Svenskt namn          | Engelskt namn |
| --------------------- | ------------- |
| Zeolit (mineralgrupp) | Zeolite       |
| Zinkblände            | Sphalerite    |
| Zinkspat              | Smithsonite   |
| Zinkvitriol Goslarit  | Goslarite     |
| Zirkon                | Zircon        |
| Zoisit                | Zoisite       |

## Å
| Svenska   | Engelska   |
| --------- | ---------- |
| Åkermanit | Åkermanite |

## Ä
| Svenskt namn | Engelskt namn |
| ------------ | ------------- |
| Ägerin       | Aegirine      |